# Договір про дружбу і ненапад між СРСР та Югославією
Договір про дружбу і ненапад між Союзом Радянських Соціалістичних Республік і Королівством Югославії — міжнародна угода між СРСР і Югославією, укладена 5 квітня 1941 року в Москві. З радянського боку договір підписав голова Ради народних комісарів і народний комісар закордонних справ СРСР В'ячеслав Молотов, а від югославської сторони — надзвичайний посланник і повноважний міністр Югославії Мілан Гаврилович.
Договору передувало повалення офіцерами-антифашистами пронімецького уряду Цветковича-Мачека. Вже наступного дня після підписання, 6 квітня 1941 р., німецькі, італійські та угорські війська вдерлися в Югославію, а 18 квітня югославська армія капітулювала.

## Історія
У 2-й половині 1930-х рр. Югославія потрапила в економічну залежність від Німеччини. З початком Другої світової війни королівство намагалося зберігати нейтралітет, але після поразки Франції йому довелося піти на поступки німцям і 25 березня 1941 приєднатися до Троїстого пакту, ставши учасником гітлерівської коаліції. Це викликало широку хвилю народного невдоволення. Вночі з 26 на 27 березня група офіцерів здійснила (за підтримки британських спецслужб) державний переворот. Король Петро II був достроково оголошений повнолітнім і перебрав на себе всю повноту влади. Було розпущено регентську раду й тодішній уряд. Новий уряд очолив ватажок заколотників генерал Душан Симович, який оголосив про вихід його держави з Троїстого пакту, а 5 квітня 1941 р. керований ним уряд підписав у Москві договір про дружбу і ненапад між СРСР і Югославією. Через кілька годин після цього німці напали на Югославію. Радник німецького посольства у Москві Г. Хільгер відзначав: «Ніщо… так не роздратувало Гітлера, як договір СРСР з Югославією».
У спровокованому вищеназваними подіями німецькому нападі на Югославію 6 квітня 1941 року взяли також участь італійські та угорські війська.
За свідченням останнього югославського військового аташе в Берліні полковника Владимира Ваухніка, в результаті перевороту від 27 березня армія занепала духом, оскільки заколот схвалили менш ніж 10 відсотків югославських генералів, а інші залишалися на боці уряду Цветковича, який бажав підписати Троїстий пакт.
17 квітня 1941 югославське військо капітулювало. Король і члени уряду втекли у Грецію, звідки переїхали в Лондон, а територію Югославії поділили між собою Німеччина та її сателіти.

## Зміст
Зі статей 1 і 2 договору випливало, що обидві договірні сторони взаємно зобов'язувалися утримуватися від усякого нападу одна проти одної та поважати незалежність, суверенні права і територіальну цілісність СРСР і Югославії, а в статті 3 говорилося, що строк дії договору становив п'ять років.
Згідно зі статтею 4, договір набирав чинності з моменту його підписання і підлягав ратифікації у якомога коротші строки. Обмін ратифікаційними грамотами повинен був статися у Белграді. Прикінцева 5-та стаття стосувалася мови документа (російська і сербохорватська).

## Висновки
Як відзначав Владимир Ваухнік, який першим і сповістив із Берліна у Белград про підготовку нападу з боку Німеччини:
|  | Сталін виявився надзвичайно цинічним, бо вже за кілька днів югославському посланникові Гавриловичу довелося залишити Москву, позаяк Сталін твердив, що Югославії більше не існує. Своєї мети — розв'язати війну між Югославією та Гітлером — він досяг. |